# Nikoxenos-Maler

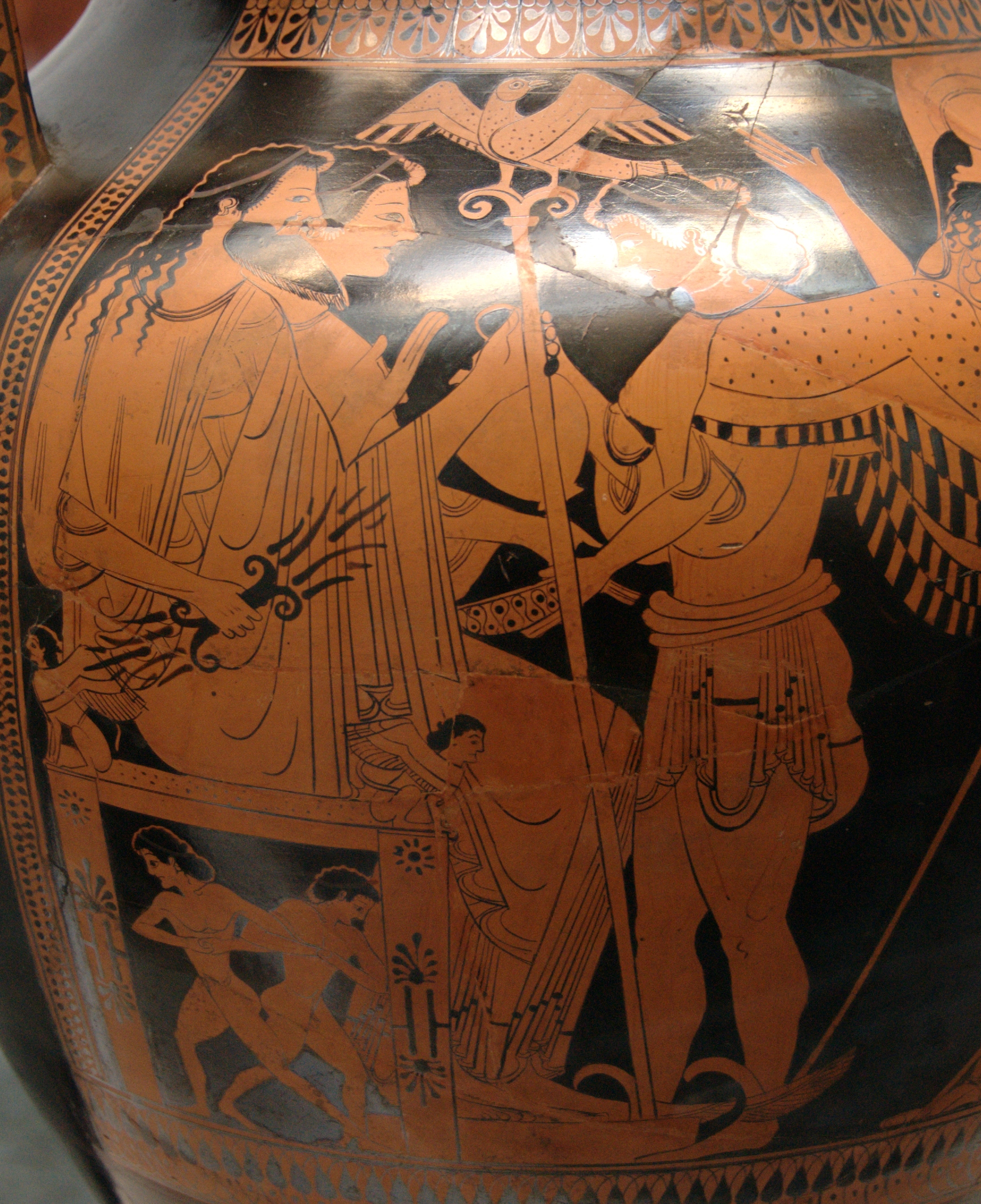
Götterversammlung in Olymp: Zeus und Hera thronen, die Götterbotin Iris bedient sie; Vorderseite einer Bauchamphora um 500 v. Chr.; Staatliche Antikensammlungen

Der mit dem Notnamen Nikoxenos-Maler benannte altgriechische Vasenmaler war ein Vertreter des attisch-schwarz- und rotfigurigen Stils.
Der Nikoxenos-Maler war einer der wenigen Maler, die offenbar aus eigenem Antrieb in beiden großen Farbstilen arbeiteten. Amphoren und Peliken bemalte er im schwarzfigurigen Stil, der stark an die Werke der Leagros-Gruppe erinnert. Seine Hydrien (Kalpiden mit durchlaufendem Profil) stehen schon in der Tradition des neuen Stils. Der Nikoxenos-Maler arbeitete besser im schwarz- als im rotfigurigen Stil. Sein Schüler war der Eucharides-Maler, es gibt auch Theorien, nach denen beide Maler dieselbe Person waren. Die Arbeiten des Malers werden ans Ende des 6. und den Anfang des 5. Jahrhunderts v. Chr. datiert.